# コチョウ (サクラ)
コチョウ (胡蝶 学名:P. lannesiana Wils. cv. Kocho)はバラ科サクラ属の植物。サトザクラ群であり、オオシマザクラと関係があると考えられている。花びらが円形に近く、大輪であり、花が開ききるとまさしく蝶の飛ぶさまに見えることからこの名がついた。

## 特徴
ソメイヨシノと比べて一週間遅れほどでに花期を迎える。花弁の数は5枚から10数枚までであり、一つの木にいろいろな花を見ることができる。さらにいくつかの花弁は起き上がることもある。花弁は円形に近く、花の色はおおよそ白で花弁の端が若干赤みを帯びる。
樹木としては小高木程度であり、あまり大きくはならない。また、枝数も多くはない。
元々は京都の仁和寺に植わっていたとされる。